# Ji'ud
Ji'ud (hebrejsky: יעוד; doslova „Poslání“) byla izraelská politická strana existující v letech 1994–1996.

## Okolnosti vzniku a ideologie strany
Strana vznikla 7. února 1994 během funkčního období třináctého Knesetu zvoleného ve volbách roku 1992, když se tři poslanci Gonen Segev, Alex Goldfarb a Ester Salmovičová odtrhli od své mateřské strany Comet kvůli neshodám s předsedou Cometu Rafa'elem Ejtanem. Ustavili novou politickou formaci, která se přidala k vládě Jicchaka Rabina. V ní získal Gonen Segev post ministra energetiky a infrastruktury, Alex Goldfarb post náměstka ministra bydlení a výstavby.
27. listopadu 1995 se ale poslanci Goldfarb a Salmovičová od strany Ji'ud odtrhli a založili vlastní uskupení nazvané Atid. Jediným poslancem za Ji'ud pak zůstal Gonen Segev. Strana se potom nezúčastnila voleb roku 1996 a zanikla.